# 奈半利町立奈半利小学校
奈半利町立奈半利小学校（なはりちょうりつ なはりしょうがっこう）は、高知県安芸郡奈半利町乙にある公立小学校。

## 沿革
- 1874年（明治7年） - 第3大学区高知県管内第44番中学校区、安芸郡第10区奈半利補第39番小学として開校。
- 1875年（明治8年） - 得養学舎となり、第39番～41番を併せ奈半利小学校となる。
- 1886年（明治19年） - 奈半利尋常小学校と改称。
- 1892年（明治25年） - 籾倉の校舎を改築し、玄関付きとする。
- 1894年（明治27年） - 高等小学校を併設、奈半利尋常高等小学校と改称。
- 1912年（大正元年）8月 - 暴風雨で校舎が損壊。
- 1926年（大正15年） - 奈半利町立奈半利訓練所を新設。
- 1936年（昭和11年） - 米ヶ岡分教場を後の位置に移転、校舎を新設。
- 1941年（昭和16年）4月 - 奈半利町立奈半利国民学校と改称。
- 1947年（昭和22年）4月 - 奈半利町立奈半利小学校と改称。
- 1958年（昭和33年） - 講堂を新築。
- 1966年（昭和41年） - 旧校舎取り壊し。運動場を整備。
- 1970年（昭和45年） - 台風10号により校舎が損壊。
- 1974年（昭和49年） - 訪問学級新設（1976年まで）。
- 1980年（昭和55年）7月 - 新校舎落成。
- 1989年（平成元年）3月 - 米ヶ岡分校の改築竣工。
- 1995年（平成7年）3月 - 米ヶ岡分校廃校。

## 周辺
- 奈半利町役場
- 奈半利町立奈半利中学校
- 奈半利郵便局
- 奈半利港
- 奈半利川
- 国道55号

## アクセス
- 土佐くろしお鉄道阿佐線（ごめん・なはり線） 奈半利駅から東へ200m
- 高知東部交通バス 奈半利駅または奈半利立町にて下車

## 通学区域が隣接している学校
- 田野町立田野小学校
- 北川村立北川小学校
- 室戸市立羽根小学校